# Průsmyk Chu-lao
Průsmyk Chu-lao (čínsky v českém přepisu Chu-lao-kuan, pchin-jinem Hǔláoguān, znaky zjednodušené 虎牢关, tradiční 虎牢關) je průsmyk a bývalá pevnost v Číně. Nachází se jižně od Žluté řeky na severních svazích hory Sung-šan v dnešním okrese Sing-jang v městské prefektuře Čeng-čou na severu centrální části provincie Che-nan. Šlo o důležitý obranný bod, který chránil Luo-jang z východu, před útoky ze Severočínské nížiny.
Jméno, doslova „Tygří klec“ se vztahuje k příběhu o čouském králi Mu-wangovi, který zde chytil tygra. Průsmyk byl nazýván i „průsmyk Wu-lao“ (武牢關; za Tchangů, protože děd císaře Kao-cua se jmenoval Li Chu), případně „průsmyk S’-šuej“ (汜水關).
Kvůli jeho vojenskému významu, když ležel na hlavní cestě z Luo-jangu na východ, do Severočínské nížiny, bylo v průsmyku svedeno několik bitev. Roku 621 zde, v rámci občanských válek během přechodu Suej-Tchang, Li Š’-min porazil Tou Ťien-teho a donutil k podrobení se Wang Š'-čchunga. Roku 756 zde An Lu-šan porazil tchangskou armádu Feng Čchang-čchinga.